# Amicale FC
Amicale FC je vanuatski nogometni klub iz Port Vile i aktualni prvak te zemlje.

## Uspjesi
Prvak Vanuatua
- Pobjednik: 2010., 2011., 2012.

OFC Champions League
- Finale: 2010/11

## Bivši igrač
- Jean Robert Yelou